# Viracocha (Sapa Inca)
Viracocha (ajm. - imię teoforyczne, zm. ok. 1440 r.) – półlegendarny król Inków i ósmy Sapa Inca panujący od ok. 1410 do 1438 roku, z dynastii Hanan, młodej linii królewskiego rodu Inków, prawdopodobnie syn króla Yahuara Huacaca.
Viracocha urodził się jako Cusi (inne źródła, identyfukując Cusiego z królem Pachacutekiem, podają również wersje Hatun Tupac oraz Ripac). Będąc najstarszym synem króla Yahuara Huacaca i jego głównej małżonki, królowej Ipaucomy, uznawany był za prawowitego następcę tronu, jednakże w okresie dorastania wyszło na jaw, że twarz księcia porasta niespotykany u Inków zarost. Podważało to wiarygodność jego pochodzenia, ponieważ mogło świadczyć o tym, że królowa dopuściła się zdrady. Zarost na twarzy charakteryzuje bowiem członków sąsiednich plemion, natomiast u Inków występuje niezwykle rzadko. Wróżbici orzekli wówczas, że zarost syna jest karą jaką zesłał bóg piorunów i burz, Ilapa na króla Yahuara za nieprzestrzeganie rytualnego postu podczas narodzin syna.
Mimo to król pozostał nieufny wobec syna i oddalił go od siebie chcąc pozbawić praw do tronu. Rozgoryczony  Cusi dał wówczas upust swemu porywczemu charakterowi biorąc udział w najróżniejszych ekscesach i chuligańskich wybrykach. Miał nawet dopuścić się profanacji świątyni, za co ojciec wygnał go na wieś.
Po trzech latach Cusi powrócił do stolicy i oznajmił ojcu, że przeżył objawienie, podczas którego bóg-stwórca, Wirakocza, oznajmił mu, iż plemię Chanca zamierza podnieść bunt przeciwko dominacji Inków. Informacja wydawała się nieprawdopodobna, toteż Yahuar Huacac nie potraktował jej poważnie, uznając syna za obłąkanego.
Wkrótce jednak proroctwo spełniło się, Chanca podnieśli bunt, a ich wielotysięczna armia podeszła pod Cuzco. Zatrwożony Yahuar opuścił stolicę pozostawiając ją własnemu losowi. Wtedy też dowództwo nad armią Inków objął Cusi i wespół z plemieniem Ajmarów odniósł nad Chanca wielkie zwycięstwo. Inkowie postanowili wówczas przekazać koronę Cusiemu, tym samym pozbawiając tronu Yahuara Huacaca. Nowy monarcha przyjął imię na cześć swojego boskiego opiekuna (legenda ta występuje również w innej wersji; władcą, który tchórzliwie zbiegł ze stolicy, miał być sam Viracocha, natomiast zwycięzcą Chanca jego syn - Pachacutec).
Z historycznego punktu widzenia decyzja o przyjęciu imienia boga Wirakocza mogła być podyktowana chęcią pozyskania sobie przychylności licznego wówczas w państwie Inków plemienia Ajmarów, od którego wywodził się kult Wirakoczy, jak również rosnącą rolą tego boga, również w panteonie Inków. Nie bez znaczenie był również fakt, że Wirakocza wyobrażany był jako brodaty starzec.
Podczas swojego panowania Viracocha dokonał licznych podbojów podporządkowując sobie dzisiejsze ziemie północnego Chile i północno-zachodniej Argentyny. Przeprowadzano wówczas szerokie prace irygacyjne i budowlane. Król ten znany był również jako poeta, autor pieśni o charakterze religijnym.